# Brett Prahl
Brett Prahl (East Troy, 6 ottobre 1994) è un ex cestista statunitense.